# Pobres Criaturas (trilha sonora)
Poor Things (Original Motion Picture Soundtrack) é a trilha sonora do filme Pobres Criaturas (no original, Poor Things), dirigido por Yorgos Lanthimos e protagonizado por Emma Stone. A trilha sonora original do filme é composta pelo músico pop Jerskin Fendrix em sua estreia como compositor em longa-metragem e traz 21 faixas. Foi lançado pela Milan Records em conjunto com a data de lançamento do filme, 8 de dezembro de 2023. Dois singles – "Bella" e "Lisboa" – lançados previamente, em 14 de novembro.

## Produção
Em junho de 2023, o pianista, violinista e compositor e músico Jerskin Fendrix foi recrutado como compositor do filme em sua estreia como trilha sonora, bem como o primeiro filme de Yorgos Lanthimos a ter trilha sonora, já que seus filmes anteriores usam música original. Lanthimos ouviu o álbum de estreia de Fendrix, Winterreise (2020) e "não conseguia nem descrevê-lo", mas descobriu que "havia algo nele que parecia tão certo". Sendo o álbum uma mistura de humor, surpresa, irreverência e profundidade, Lanthimos achou-o perfeitamente adequado para a protagonista Bella Baxter, interpretada por Emma Stone. Fendrix ainda se inspira em vários outros personagens principais para fazer a trilha sonora do filme, que ele descreveu como:
“Se há algum tipo de injustiça ou [os personagens estão] chateados com alguma coisa, isso sai de uma forma extremamente cativante, fofa e embaraçosa. E [então] minha caixa de ferramentas, musicalmente, está falando sobre sentimentos de uma forma muito embaraçosa. Havia também o lado cosmético de garantir que [a trilha sonora] pudesse acompanhar o quão extraordinariamente imaginativos eram toda a produção e os figurinos. Mas, no fundo, acho que realmente tinha que ser muito emocionalmente vulnerável e não-verbal."
Para encontrar a vulnerabilidade emocional enfrentada por esses personagens, ele queria instrumentos que envolvessem ar e mecânica. Ele usou uma variedade de instrumentos de sopro – órgãos de tubos, flautas uilleann – e samples de respiração e vocais sintetizados, dando a sensação da protagonista, Bella, que viu e sentiu tanto por ser incapaz de articulá-lo completamente e foi colocada em camadas e desenvolvida em texturas do pontuação ao longo das aventuras de Bella. Para destacar a saída de Bella de sua ingenuidade e vulnerabilidade, Fendrix usou marretas e cordas para criar uma sensação de caos e complexidade em Bella, que vagueia por uma cidade estranha. A partitura funciona parcialmente como uma janela para a mente de Bella.

Sobre o processo musical criativo com Fendrix, Lanthimos disse:
"Quando finalmente comecei a editar, usei toda aquela música e editei de acordo com as cenas – foi assim que funcionou durante todo o filme. No final, após as filmagens, Jerskin não teve que compor quase nenhuma música nova para o filme. Usamos o material que ele escreveu antes de ver qualquer coisa. A música precisa ser algo diferente, precisa adicionar uma camada, mesmo que seja contraditória – para aprimorá-la de uma forma que não é realmente esperada. Jerskin é extremamente talentoso, e ele fez isso maravilhosamente."

## Lista de faixas
| N.º            | Título                                     | Duração |  |
| 1.             | "Bella"                                    | 1:43    |  |
| 2.             | "'Wee'"                                    | 3:40    |  |
| 3.             | "Bella and Max"                            | 1:14    |  |
| 4.             | "'Mother of God'"                          | 1:11    |  |
| 5.             | "Victoria"                                 | 0:53    |  |
| 6.             | "Reanimation"                              | 0:58    |  |
| 7.             | "Bella and Duncan"                         | 2:36    |  |
| 8.             | "'I Just Hope She's Alright'"              | 0:53    |  |
| 9.             | "Lisbon"                                   | 2:35    |  |
| 10.            | "O Quarto" (Soundtrack Version) (Carminho) | 1:16    |  |
| 11.            | "Portuguese Dance I"                       | 1:09    |  |
| 12.            | "Portuguese Dance II"                      | 1:55    |  |
| 13.            | "'Goodbye Later Dove'"                     | 1:51    |  |
| 14.            | "Duncan and Martha"                        | 1:21    |  |
| 15.            | "Alexandria"                               | 2:48    |  |
| 16.            | "Paris"                                    | 3:03    |  |
| 17.            | "Bella / Les Yeux Bleus / Estore's Song"   | 1:37    |  |
| 18.            | "London"                                   | 2:20    |  |
| 19.            | "Alfie"                                    | 2:30    |  |
| 20.            | "Alfie and Victoria"                       | 1:53    |  |
| 21.            | "Bella, Max and God"                       | 1:35    |  |
| 22.            | "'Poor Things' Finale and End Credits"     | 4:53    |  |
| Duração total: | Duração total:                             | 43:54   |  |

## Recepção
Mesmo antes do lançamento, a música de Fendrix foi aclamada pela crítica, durante a estreia do filme no 80º Festival Internacional de Cinema de Veneza. Raphael Abraham, do Financial Times, disse que Fendrix "adiciona notas discordantes à trilha sonora". Jonathan Romney, da Screen International, escreveu: "os sons aqui variam de gritos misteriosos de cordas e ritmos staccato de sala de brinquedos a um estilo mais exuberante que evoca uma variação hiper-distorcida de Michael Nyman." Chamando a trilha sonora de "notável", o crítico do The Hollywood Reporter David Rooney a descreveu como "uma espécie de panóplia de sons punk-clássicos, muitas vezes dissonantes, chocantes, agitados ou lúgubres, em outros lugares travessos e saltitantes".
Jessica Kiang, do British Film Institute, escreveu: "a partitura – a primeira do músico experimental Jerskin Fendrix – conta a história por si só. Instrumentos únicos e ingênuos inicialmente lutam para permanecer afinados, antes de se combinarem em um todo sinfônico e inchado no final, mapeando a experiência de pedidos rápidos de Bella." Peter Bradshaw, do The Guardian, chamou-o de "insinuantemente estranho". Guy Lodge, da Variety, escreveu: "a partitura atonal e torturante do artista pop experimental Jerskin Fendrix – refletindo as fixações de mudança de Bella ao enfatizar obstinadamente um instrumento de cada vez – se destaca por sua severidade."
Rory Doherty, do Dread Central, escreveu: "O músico inglês estreia seu talento de composição cinematográfica com resultados tremendos. Seus motivos discordantes e cordas duramente dedilhadas combinam com os olhos arregalados e febrilmente curiosos e os pés desequilibrados de Bella. Ele até fornece um refrão sonoro nas cenas que demonstram sua voraz apetite sexual. Quando Poor Things chega ao seu fim sincero, o som do sentimentalismo musical triunfante é avassalador, como se estivesse convidando você pessoalmente para suas estranhezas profundamente humanas. Lex Briscusso, da Film School Rejects, chamou-o de "assombroso, pulsante e grandioso".